# George Whitefield
 (mai 2021).
Si vous disposez d'ouvrages ou d'articles de référence ou si vous connaissez des sites web de qualité traitant du thème abordé ici, merci de compléter l'article en donnant les références utiles à sa vérifiabilité et en les liant à la section « Notes et références ».
 (mai 2021).
 (mai 2021).
- Si vous ne connaissez pas le sujet, laissez ce bandeau (vous pouvez alors contacter les auteurs).
- Si vous supprimez le contenu mis en cause (vous pouvez préalablement contacter les auteurs),

argumentez précisément cette suppression dans la page de discussion
(un manque de référence n'est pas un argument ; une recherche réelle de référence doit avoir été effectuée, être formellement documentée).
George Whitefield, né le 16 décembre 1714 à Gloucester en Angleterre et mort le 30 septembre 1770 à Newburyport dans le Massachusetts, est un prêtre de l'Église d'Angleterre et l'un des leaders du méthodisme. À la différence de John Wesley, Whitefield prêche selon la doctrine calviniste.

## Jeunes années
Dans les pays anglo-saxons, c'est George Whitefield et non John Wesley qui est considéré comme la figure la plus importante du méthodisme. Il est réputé pour ses prédications qui sont parmi les plus importantes de ce que l'on a nommé le grand réveil.
Il est le fils d'une veuve qui possède une auberge à Gloucester. Très jeune, Whitefield montre des dons dans le domaine de l'éloquence et du théâtre. Il fait ses études à la Crypt School à Gloucester et au Pembroke College (Oxford).
Étant donné qu'il est pauvre, George Whitefield entre comme serviteur au service de nombre d'élèves qui fréquentent comme lui Oxford.
Il prend part au Holy Club à l'université d'Oxford avec les frères John et Charles Wesley. Après la lecture de La Vie de Dieu dans l'âme de l'homme d'Henry Scougal, il se préoccupe tout particulièrement de l'état de son âme.
Sa piété pousse l'archevêque de Gloucester à l'ordonner avant l'âge légal.

## Voyages et évangélisation

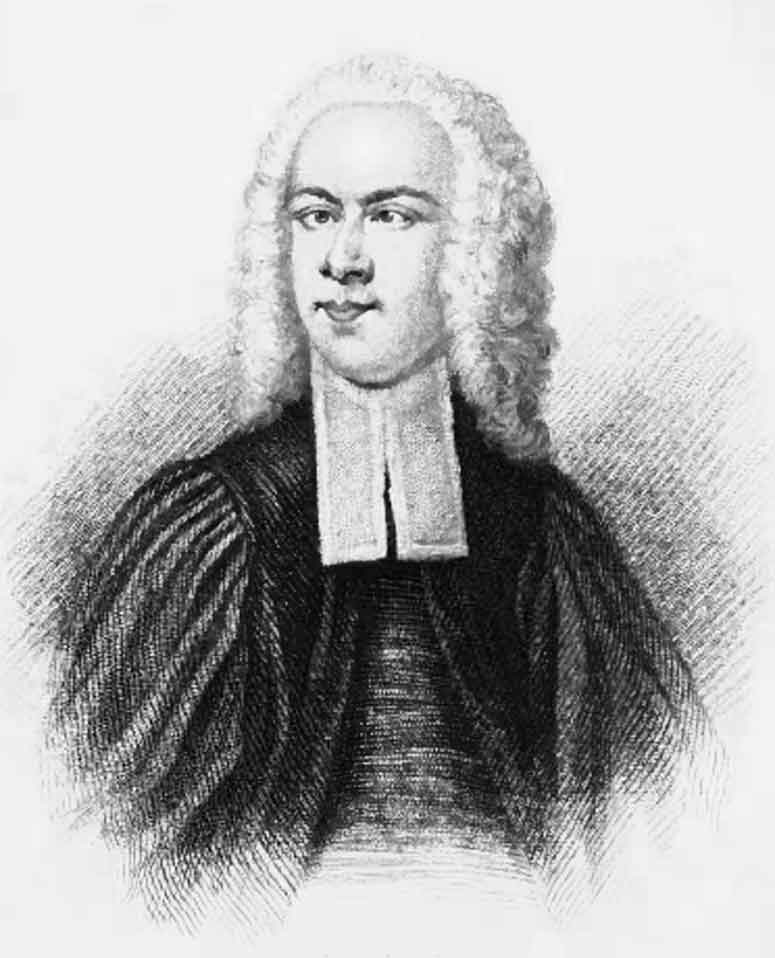
George Whitefield

Whitefield prêche son premier sermon à l'église Crypt dans sa ville de Gloucester. Il part en Amérique où il devient pasteur dans la ville de Savannah en Géorgie. Il retourne chez lui l'année suivante.
Il se sépare de John Wesley sur la question de la prédestination pour laquelle George Whitefield suit la doctrine calviniste. Trois églises sont établies en son nom en Angleterre : une à Bristol et deux autres, la "Moorfields Tabernacle" et la "chapelle Tottenham Court Road" à Londres.
Après la rencontre d'une société à la seconde école de Kingswood à Kingswood, une ville à l'est de Bristol, une église est également appelée Whitefield's Tabernacle. Whitefield devient aumônier de Selina, comtesse de Huntingdon, et nombre de ses partisans rejoignent le cercle de proches de la comtesse, dont les chapelles sont entretenues à ses frais et où une forme de méthodisme calviniste semblable à celle de Whitefield est propagée. De nombreuses chapelles sont construites dans les comtés anglais et au Pays de Galles, et une fut bâtie à Londres – la chapelle Spa Fields.
En 1738, Whitefield prêche une série de prédications en Géorgie en jouant sur l'émotion de son auditoire. Il insiste sur la nécessité d'une repentance sincère et termine son prêche en rappelant les joies d'une new birth (nouvelle naissance) marquée par l'acceptation de Dieu. Il y établit l'orphelinat Bethesda, qui existe encore de nos jours. En Géorgie, il y a à l'origine une interdiction en ce qui concerne l'esclavage. En 1749 apparaît un mouvement pour l'introduire, que Whitefield soutient. Il possède lui-même des esclaves qui travaillent à l'orphelinat, et qu'il lègue à sa mort à la comtesse de Huntingdon.
Entre 1739 et 1740, il entreprend une "tournée" américaine. En soixante-treize jours, il parcourt 1 200 kilomètres, prêche 1300 sermons. Sa voix forte lui permet de se faire entendre de 20 000 personnes en même temps. Lors de ses sermons, il exhorte à l'extrême son auditoire à se repentir.
Il devient ami avec Benjamin Franklin, qui est impressionné par ses sermons et la puissance de sa voix. Franklin écrit que les sermons de Whitefield pouvaient être entendus à une distance de 500 pieds (plus de 150 mètres), et par plus de 30 000 personnes.
Comme son contemporain et ami Jonathan Edwards (théologien), Whitefield prêche la théologie calviniste. Il est connu pour son éloquence et son habileté à émouvoir son auditoire lorsqu'il évoque sacrifice sur la Croix.